# Хуан Ајра
Хуан Хосе Ајра Мартинез (23. јун 1911 — 26. октобар 2008) био је кубански фудбалер. Играо је на позицији голмана.
Представљао је Кубу на Светском првенству у фудбалу 1938. у Француској . Наступио је у једној утакмици, против Румуније, у победи од 2:1.